# Olympische Sommerspiele 1948/Leichtathletik – 100 m (Männer)

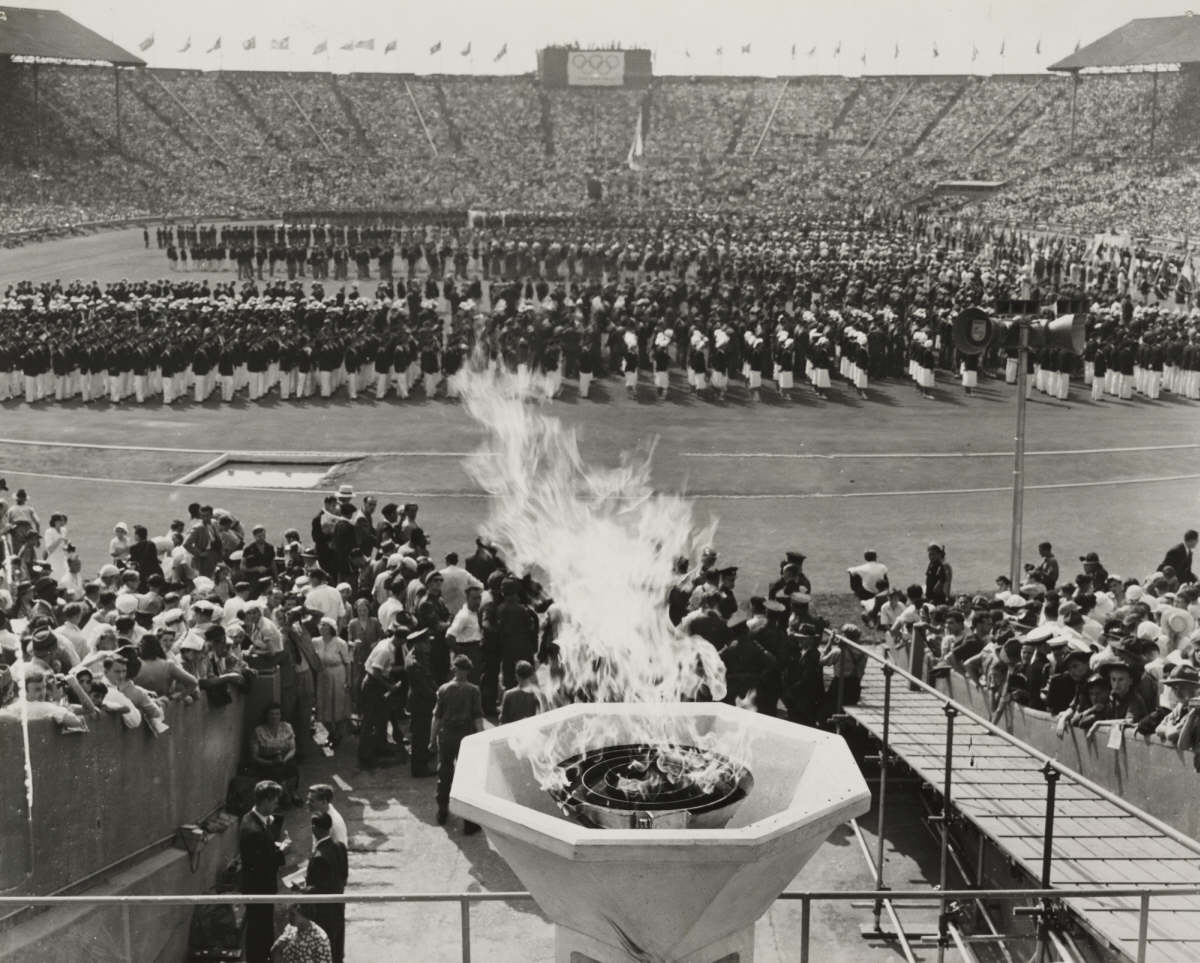
Eröffnungsfeier bei den Olympischen Spielen in London

Der 100-Meter-Lauf der Männer bei den Olympischen Spielen 1948 in London wurde am 30. und 31. Juli 1948 im Wembley-Stadion ausgetragen. 66 Athleten nahmen teil.
Olympiasieger wurde der US-Amerikaner Harrison Dillard vor seinem Landsmann Barney Ewell. Bronze gewann Lloyd LaBeach aus Panama.

## Rekorde

### Bestehende Rekorde
| Weltrekord         | 10,2 s | Jesse Owens ( USA)      | Chicago, USA                        | 20. Juni 1936  |
| Weltrekord         | 10,2 s | Harold Davis ( USA)     | Compton, USA                        | 9. Juni 1941   |
| Weltrekord         | 10,2 s | Lloyd LaBeach ( Panama) | Fresno, USA                         | 15. Mai 1948   |
| Weltrekord         | 10,2 s | Barney Ewell ( USA)     | Evanston, USA                       | 9. Juli 1948   |
| Olympischer Rekord | 10,3 s | Eddie Tolan ( USA)      | Finale OS Los Angeles, USA          | 1. August 1932 |
| Olympischer Rekord | 10,3 s | Ralph Metcalfe ( USA)   | Finale OS Los Angeles, USA          | 1. August 1932 |
| Olympischer Rekord | 10,3 s | Jesse Owens ( USA)      | Vorrunde OS Berlin, Deutsches Reich | 2. August 1936 |

### Rekordegalisierung
Der US-amerikanische Olympiasieger Harrison Dillard egalisierte mit 10,3 s den bestehenden olympischen Rekord im Finale am 31. Juli.

## Durchführung des Wettbewerbs
Die Läufer traten am 30. Juli zu den Vorläufen an. Insgesamt wurden zwölf Läufe absolviert. Die jeweils zwei besten Wettbewerber – hellblau unterlegt – qualifizierten sich für das Viertelfinale am selben Tag, aus dem die jeweils drei besten Athleten – wiederum hellblau unterlegt –  ins Halbfinale kamen. Die beiden Halbfinals, aus denen die ersten drei Starter – hellblau unterlegt – weiterkamen, und das Finale wurden am 31. Juli durchgeführt.

## Vorläufe
30. Juli 1948, 15:00 Uhr

Es sind nicht alle Zeiten überliefert.

### Vorlauf 1
Wind: +1,1 m/s
| Platz | Name                  | Nation         | Offiz. hand- gestoppte Zeit | Inoffiz. elek- tronische Zeit |
| ----- | --------------------- | -------------- | --------------------------- | ----------------------------- |
| 1     | Barney Ewell          | USA            | 10,5 s                      | 10,7 s0                       |
| 2     | Alastair McCorquodale | Großbritannien | 10,5 s                      | 10,73 s                       |
| 3     | Leslie Laing          | Jamaika        | 11,0 s                      | 11,06 s                       |
| 4     | Angel García          | Kuba           | k. A.                       | 11,35 s                       |
| 5     | Nestor Jacono         | Malta          | k. A.                       | 11,54 s                       |
| DNS   | Bogdan Lipski         | Polen          |                             |                               |

### Vorlauf 2

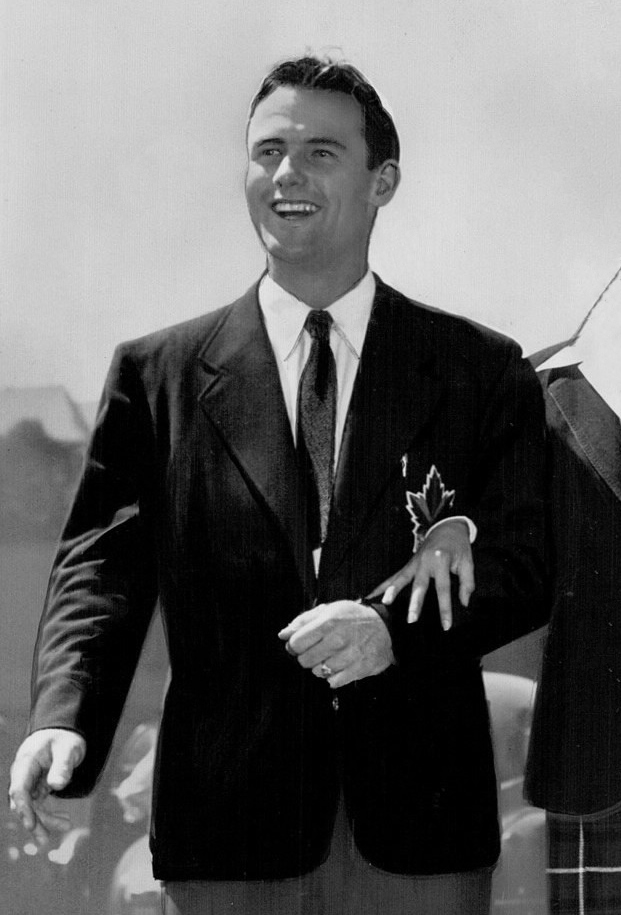
James O’Brien – ausgeschieden als Dritter des zweiten Vorlaufs

Wind: +0,3 m/s
| Platz | Name                | Nation      | Offiz. hand- gestoppte Zeit | Inoffiz. elek- tronische Zeit |
| ----- | ------------------- | ----------- | --------------------------- | ----------------------------- |
| 1     | Mel Patton          | USA         | 10,6 s                      | 10,7 s0                       |
| 2     | Ivan Hausen         | Brasilien   | 10,9 s                      | 10,94 s                       |
| 3     | James O’Brien       | Kanada      | 10,9 s                      | 11,12 s                       |
| 4     | Fernando Lapuente   | Argentinien | k. A.                       | 11,16 s                       |
| 5     | Hector Gosset       | Belgien     | k. A.                       | 11,50 s                       |
| 6     | Guillermo Rodríguez | Mexiko      | k. A.                       | 11,97 s                       |

### Vorlauf 3
Wind: +0,4 m/s
| Platz | Name            | Nation   | Offiz. hand- gestoppte Zeit | Inoffiz. elek- tronische Zeit |
| ----- | --------------- | -------- | --------------------------- | ----------------------------- |
| 1     | Lloyd LaBeach   | Panama   | 10,5 s                      | 10,7 s0                       |
| 2     | Béla Goldoványi | Ungarn   | 11,0 s                      | 11,03 s                       |
| 3     | Frank Mahoney   | Bermuda  | 11,8 s                      | 11,94 s                       |
| DNS   | George Rhoden   | Jamaika  |                             |                               |
| DNS   | Tomás Paquete   | Portugal |                             |                               |
| DNS   | John De Saram   | Ceylon   |                             |                               |

Mit Lloyd LaBeach nahm der erste Leichtathlet aus Panama an Olympischen Spielen teil.

Frank Mahoney war der erste Leichtathlet, der für die Bermudas an den Start ging.

### Vorlauf 4
Wind: +1,3 m/s
| Platz | Name                  | Nation         | Offiz. hand- gestoppte Zeit | Inoffiz. elek- tronische Zeit |
| ----- | --------------------- | -------------- | --------------------------- | ----------------------------- |
| 1     | Juan López            | Uruguay        | 10,5 s                      | 10,7 s0                       |
| 2     | Ken Jones             | Großbritannien | 10,6 s                      | 10,74 s                       |
| 3     | Jan Meijer            | Niederlande    | 11,0 s                      | 11,01 s                       |
| 4     | Máximo Reyes          | Peru           | k. A.                       | 11,04 s                       |
| 5     | Finnbjörn Þorvaldsson | Island         | k. A.                       | 11,23 s                       |
| DNS   | Kyros Marinis         | Griechenland   |                             |                               |

### Vorlauf 5
Wind: +0,9 m/s
| Platz | Name             | Nation    | Offiz. hand- gestoppte Zeit | Inoffiz. elek- tronische Zeit |
| ----- | ---------------- | --------- | --------------------------- | ----------------------------- |
| 1     | Harrison Dillard | USA       | 10,4 s                      | 10,7 s0                       |
| 2     | Aroldo da Silva  | Brasilien | 10,6 s                      | 10,94 s                       |
| 3     | Peter Bloch      | Norwegen  | 11,1 s                      | 11,20 s                       |
| 4     | Pol Braekman     | Belgien   | k. A.                       | 11,30 s                       |
| DNS   | Ricardo Sáenz    | Spanien   |                             |                               |
| DNS   | John O’Donnell   | Irland    |                             |                               |

### Vorlauf 6
Wind: +1,0 m/s
| Platz | Name                     | Nation                | Offiz. hand- gestoppte Zeit | Inoffiz. elek- tronische Zeit |
| ----- | ------------------------ | --------------------- | --------------------------- | ----------------------------- |
| 1     | Emmanuel McDonald Bailey | Großbritannien        | 10,5 s                      | 10,7 s0                       |
| 2     | Haukur Clausen           | Island                | 11,0 s                      | 10,89 s                       |
| 3     | Abram van Heerden        | Südafrikanische Union | 11,1 s                      | 11,01 s                       |
| 4     | Carlos Silva             | Chile                 | k. A.                       | 11,08 s                       |
| 5     | Bernabe Lovina           | Philippinen           | k. A.                       | 11,32 s                       |
| 6     | Stanley Lines            | Bermuda               | k. A.                       | 11,69 s                       |

### Vorlauf 7
Wind: +0,9 m/s
| Platz | Name           | Nation          | Offiz. hand- gestoppte Zeit | Inoffiz. elek- tronische Zeit |
| ----- | -------------- | --------------- | --------------------------- | ----------------------------- |
| 1     | John Treloar   | Australien      | 10,5 s                      | 10,6 s0                       |
| 2     | René Valmy     | Frankreich      | 10,8 s                      | 10,80 s                       |
| 3     | Györgyi Csányi | Ungarn          | 11,1 s                      | 11,11 s                       |
| 4     | Carlos Isaac   | Argentinien     | k. A.                       | 11,24 s                       |
| 5     | Sayed Moukhtar | Ägypten         | k. A.                       | 11,71                         |
| 6     | Ali Salman     | Königreich Irak | k. A.                       | 11,90                         |
| DNS   | Jack Parry     | Kanada          |                             |                               |

Ali Salman war der erste irakische Individualsportler, der bei Olympischen Spielen an den Start ging.

### Vorlauf 8

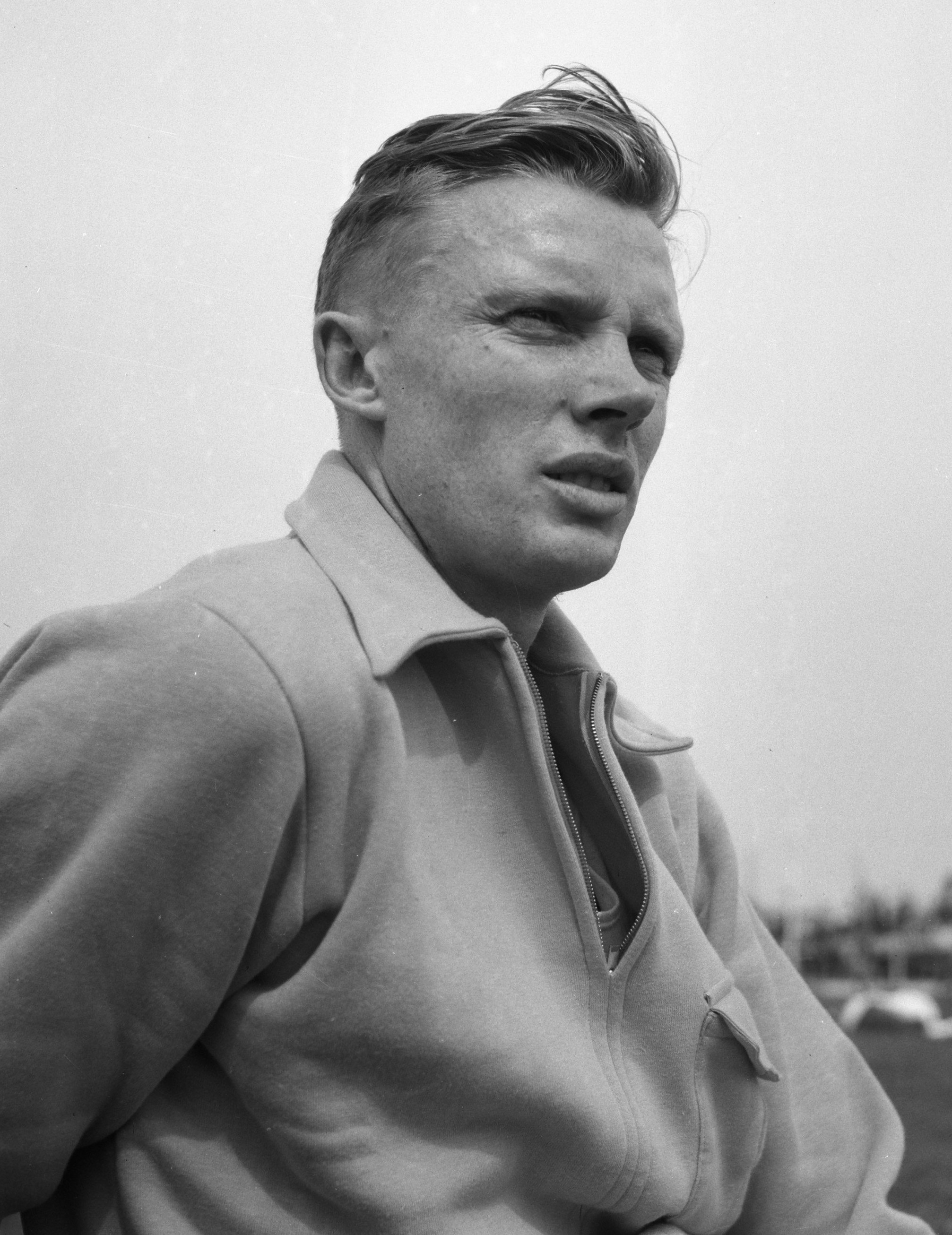
Jo Zwann (Aufnahme von 1950) – ausgeschieden als Fünfter des achten Vorlaufs
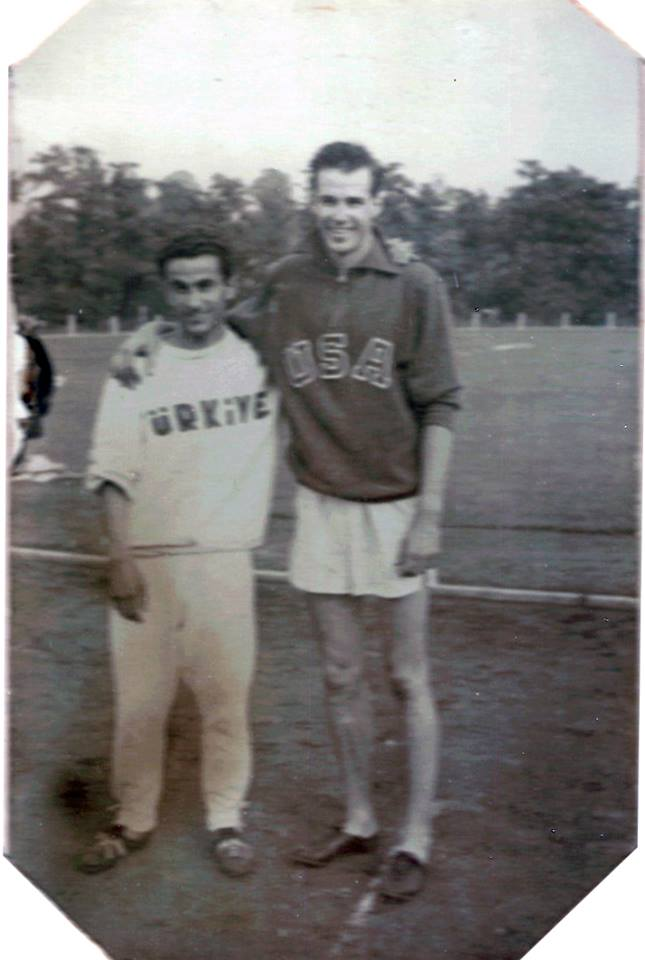
Raşit Öztaş (links, hier mit einem US-Kollegen) – ausgeschieden als Fünfter des neunten Vorlaufs

Wind: +0,3 m/s
| Platz | Name           | Nation      | Offiz. hand- gestoppte Zeit | Inoffiz. elek- tronische Zeit |
| ----- | -------------- | ----------- | --------------------------- | ----------------------------- |
| 1     | Rafael Fortún  | Kuba        | 10,7 s                      | 10,8 s0                       |
| 2     | John Bartram   | Australien  | 10,8 s                      | 10,89 s                       |
| 3     | Basil McKenzie | Jamaika     | 10,8 s                      | 10,92 s                       |
| 4     | Hélio da Silva | Brasilien   | k. A.                       | 11,09 s                       |
| 5     | Jo Zwaan       | Niederlande | k. A.                       | 11,09 s                       |
| DNS   | Duncan White   | Ceylon      |                             |                               |

### Vorlauf 9
Wind: +0,6 m/s
| Platz | Name             | Nation      | Offiz. hand- gestoppte Zeit | Inoffiz. elek- tronische Zeit |
| ----- | ---------------- | ----------- | --------------------------- | ----------------------------- |
| 1     | Morris Curotta   | Australien  | 10,7 s                      | 10,8 s0                       |
| 2     | Gerardo Bönnhoff | Argentinien | 10,8 s                      | 10,83 s                       |
| 3     | Raúl Mazorra     | Kuba        | 11,1 s                      | 11,14 s                       |
| 4     | Örn Clausen      | Island      | k. A.                       | 11,22 s                       |
| 5     | Raşit Öztaş      | Türkei      | k. A.                       | 11,35 s                       |
| DSQ   | Perry Johnson    | Bermuda     |                             |                               |

### Vorlauf 10
Wind: k. A.
| Platz | Name              | Nation              | Offiz. hand- gestoppte Zeit | Inoffiz. elek- tronische Zeit |
| ----- | ----------------- | ------------------- | --------------------------- | ----------------------------- |
| 1     | George Lewis      | Trinidad und Tobago | 10,8 s                      | 11,0 s0                       |
| 2     | Ted Haggis        | Kanada              | 10,9 s                      | 11,09 s                       |
| 3     | Walter Pérez      | Uruguay             | 11,0 s                      | 11,13 s                       |
| 4     | Joseph Stéphan    | Frankreich          | k. A.                       | k. A.                         |
| 5     | Santiago Ferrando | Peru                | k. A.                       | 11,19 s                       |
| 6     | Stefanos Petrakis | Griechenland        | k. A.                       | 11,62 s                       |

George Lewis war der erste Sportler aus Trinidad und Tobago, der bei Olympischen Spielen an den Start ging.

### Vorlauf 11
Wind: +3,3 m/s – damit um 1,3 m/s über dem erlaubten Limit
| Platz | Name                 | Nation                | Offiz. hand- gestoppte Zeit | Inoffiz. elek- tronische Zeit |
| ----- | -------------------- | --------------------- | --------------------------- | ----------------------------- |
| 1     | Isidoor Van De Wiele | Belgien               | 10,8 s                      | 11,1 s0                       |
| 2     | Nuno Morais          | Portugal              | 10,9 s                      | 11,13 s                       |
| 3     | Alberto Labarthe     | Chile                 | 11,0 s                      | 11,16 s                       |
| 4     | Muhammad Sharif Butt | Pakistan              | k. A.                       | 11,23 s                       |
| 5     | Charles Thompson     | Britisch-Guayana      | k. A.                       | k. A.                         |
| DNS   | Joe Kelly            | Irland                |                             |                               |
| DNS   | Dennis Shore         | Südafrikanische Union |                             |                               |

Muhammad Sharif Butt aus Pakistan und Charles Thompson aus Guyana (damals noch British Guiana) waren die ersten Athleten, die für ihr jeweiliges Land an Olympischen Spielen teilnahmen.

### Vorlauf 12

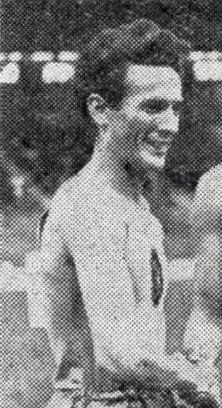
Étienne Bally – erreichte im zwölften Vorlauf nicht das Ziel

Wind: +0,9 m/s
| Platz | Name           | Nation      | Offiz. hand- gestoppte Zeit | Inoffiz. elek- tronische Zeit |
| ----- | -------------- | ----------- | --------------------------- | ----------------------------- |
| 1     | Mario Fayos    | Uruguay     | 11,0 s                      | 11,1 s0                       |
| 2     | Eric Prabhakar | Indien      | 11,0 s                      | 11,22 s                       |
| 3     | László Bartha  | Ungarn      | 11,1 s                      | 11,25 s                       |
| 4     | Jan Kleyn      | Niederlande | k. A.                       | 11,36 s                       |
| 5     | Kemal Aksur    | Türkei      | k. A.                       | 11,45 s                       |
| 6     | Maung Sein Pe  | Birma       | k. A.                       | 11,78 s                       |
| DNF   | Étienne Bally  | Frankreich  |                             |                               |

Maung Sein Pe war der erste Athlet aus Myanmar (damals Birma), der bei Olympischen Spielen an den Start ging.

## Viertelfinale
30. Juli 1948, 17:30 Uhr

Wie für die Vorläufe sind auch für die Viertelfinals sind nicht alle Zeiten überliefert.

### Lauf 1
Wind: +0,2 m/s
| Platz | Name             | Nation         | Offiz. hand- gestoppte Zeit | Inoffiz. elek- tronische Zeit |
| ----- | ---------------- | -------------- | --------------------------- | ----------------------------- |
| 1     | Harrison Dillard | USA            | 10,4 s                      | 10,5 s0                       |
| 2     | Juan López       | Uruguay        | 10,6 s                      | 10,74 s                       |
| 3     | Ken Jones        | Großbritannien | 10,7 s                      | 10,75 s                       |
| 4     | Ivan Hausen      | Brasilien      | k. A.                       | 10,93 s                       |
| 5     | Ted Haggis       | Kanada         | k. A.                       | 10,97 s                       |
| 6     | Nuno Morais      | Portugal       | k. A.                       | 11,32 s                       |

### Lauf 2
Wind: ±0,0 m/s
| Platz | Name                     | Nation              | Offiz. hand- gestoppte Zeit | Inoffiz. elek- tronische Zeit |
| ----- | ------------------------ | ------------------- | --------------------------- | ----------------------------- |
| 1     | Barney Ewell             | USA                 | 10,5 s                      | 10,7 s0                       |
| 2     | Emmanuel McDonald Bailey | Großbritannien      | 10,6 s                      | 10,90 s                       |
| 3     | Morris Curotta           | Australien          | 10,8 s                      | 10,93 s                       |
| 4     | George Lewis             | Trinidad und Tobago | k. A.                       | 11,04 s                       |
| 5     | Béla Goldoványi          | Ungarn              | k. A.                       | 11,11 s                       |
| 6     | Haukur Clausen           | Island              | k. A.                       | 11,18 s                       |

### Lauf 3

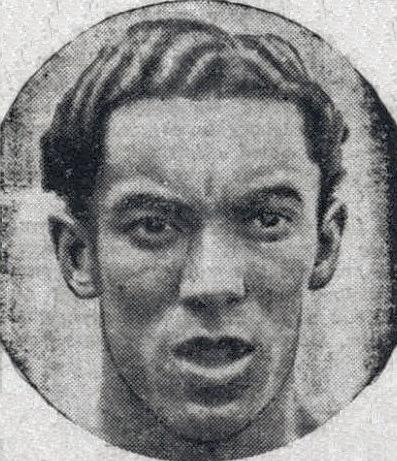
René Valmy – ausgeschieden als Vierter des dritten Viertelfinals

Wind: +1,5 m/s
| Platz | Name                  | Nation         | Offiz. hand- gestoppte Zeit | Inoffiz. elek- tronische Zeit |
| ----- | --------------------- | -------------- | --------------------------- | ----------------------------- |
| 1     | Mel Patton            | USA            | 10,4 s                      | 10,6 s0                       |
| 2     | Alastair McCorquodale | Großbritannien | 10,5 s                      | 10,64 s                       |
| 3     | John Bartram          | Australien     | 10,6 s                      | 10,77 s                       |
| 4     | René Valmy            | Frankreich     | k. A.                       | 10,82 s                       |
| 5     | Mario Fayos           | Uruguay        | k. A.                       | 11,08 s                       |
| 6     | Isidoor Van De Wiele  | Belgien        | k. A.                       | 11,10 s                       |

### Lauf 4
Wind: +1,9 m/s
| Platz | Name             | Nation      | Offiz. hand- gestoppte Zeit | Inoffiz. elek- tronische Zeit |
| ----- | ---------------- | ----------- | --------------------------- | ----------------------------- |
| 1     | Lloyd LaBeach    | Panama      | 10,5 s                      | 10,7 s0                       |
| 2     | John Treloar     | Australien  | 10,5 s                      | 10,74 s                       |
| 3     | Rafael Fortún    | Kuba        | 10,6 s                      | 10,75 s                       |
| 4     | Aroldo da Silva  | Brasilien   | k. A.                       | 11,04 s                       |
| 5     | Gerardo Bönnhoff | Argentinien | k. A.                       | 11,09 s                       |
| 6     | Eric Prabhakar   | Indien      | k. A.                       | 11,26 s                       |

## Halbfinale
31. Juli 1948, 14.30 Uhr

Auch hier sind nicht alle Zeiten überliefert.

### Lauf 1
Wind: +1,5 m/s
| Platz | Name                  | Nation         | Offiz. hand- gestoppte Zeit | Inoffiz. elek- tronische Zeit |
| ----- | --------------------- | -------------- | --------------------------- | ----------------------------- |
| 1     | Harrison Dillard      | USA            | 10,5 s                      | 10,6 s0                       |
| 2     | Barney Ewell          | USA            | 10,5 s                      | 10,63 s                       |
| 3     | Alastair McCorquodale | Großbritannien | 10,7 s                      | 10,81 s                       |
| 4     | John Bartram          | Australien     | k. A.                       | 10,98 s                       |
| 5     | Juan López            | Uruguay        | k. A.                       | 11,05 s                       |
| 6     | Morris Curotta        | Australien     | k. A.                       | 11,15 s                       |

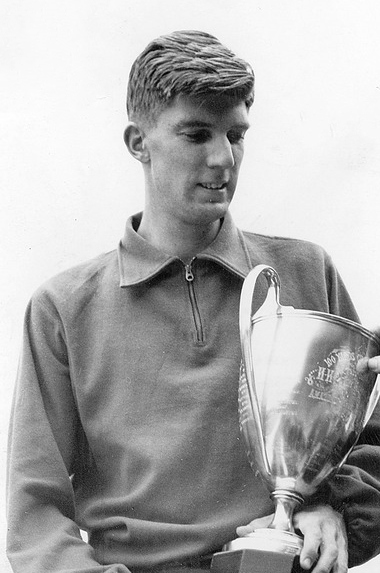
John Treloar – ausgeschieden als Vierter des zweiten Halbfinals
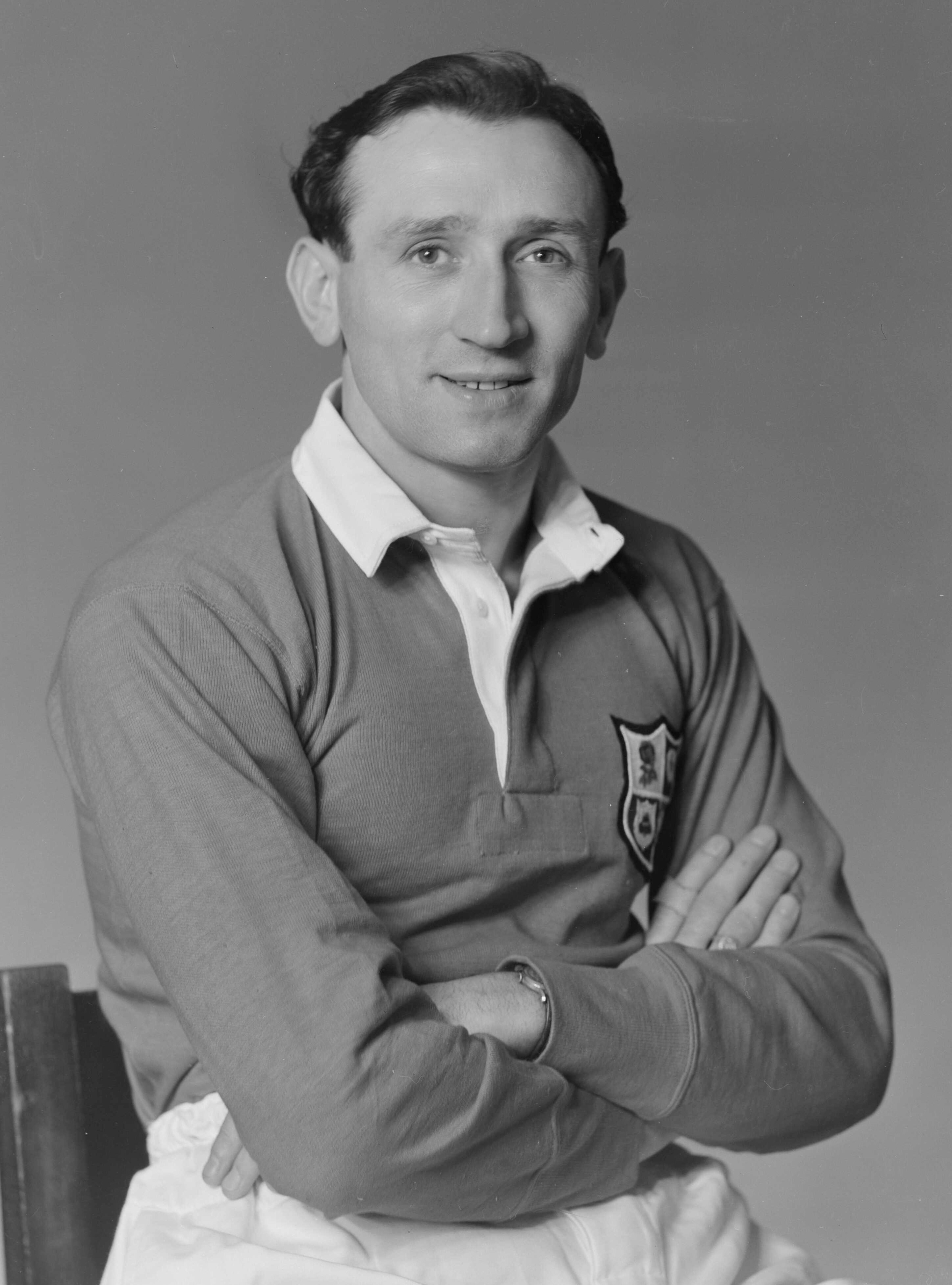
Ken Jones – ausgeschieden als Sechster des zweiten Halbfinals

### Lauf 2
Wind: +1,3 m/s
| Platz | Name                     | Nation         | Offiz. hand- gestoppte Zeit | Inoffiz. elek- tronische Zeit |
| ----- | ------------------------ | -------------- | --------------------------- | ----------------------------- |
| 1     | Mel Patton               | USA            | 10,4 s                      | 10,6 s0                       |
| 2     | Lloyd LaBeach            | Panama         | 10,5 s                      | 10,62 s                       |
| 3     | Emmanuel McDonald Bailey | Großbritannien | 10,6 s                      | 10,71 s                       |
| 4     | John Treloar             | Australien     | k. A.                       | 10,74 s                       |
| 5     | Rafael Fortún            | Kuba           | k. A.                       | 10,82 s                       |
| 6     | Ken Jones                | Großbritannien | k. A.                       | 11,01 s                       |

## Finale
31. Juli 1948, 15:45 Uhr

Wind: +1,6 m/s
| Platz | Name                  | Nation         | Offiz. hand- gestoppte Zeit | Inoffiz. elek- tronische Zeit |
| ----- | --------------------- | -------------- | --------------------------- | ----------------------------- |
| 1     | Harrison Dillard      | USA            | 10,3 s ORe                  | 10,5 s0                       |
| 2     | Barney Ewell          | USA            | 10,4 s0000                  | 10,56 s                       |
| 3     | Lloyd LaBeach         | Panama         | 10,6 s0000                  | 10,59 s                       |
| 4     | Alastair McCorquodale | Großbritannien | k. A.0000                   | 10,61 s                       |
| 5     | Mel Patton            | USA            | k. A.0000                   | 10,67 s                       |
| 6     | McDonald Bailey       | Großbritannien | k. A.0000                   | 10,81 s                       |

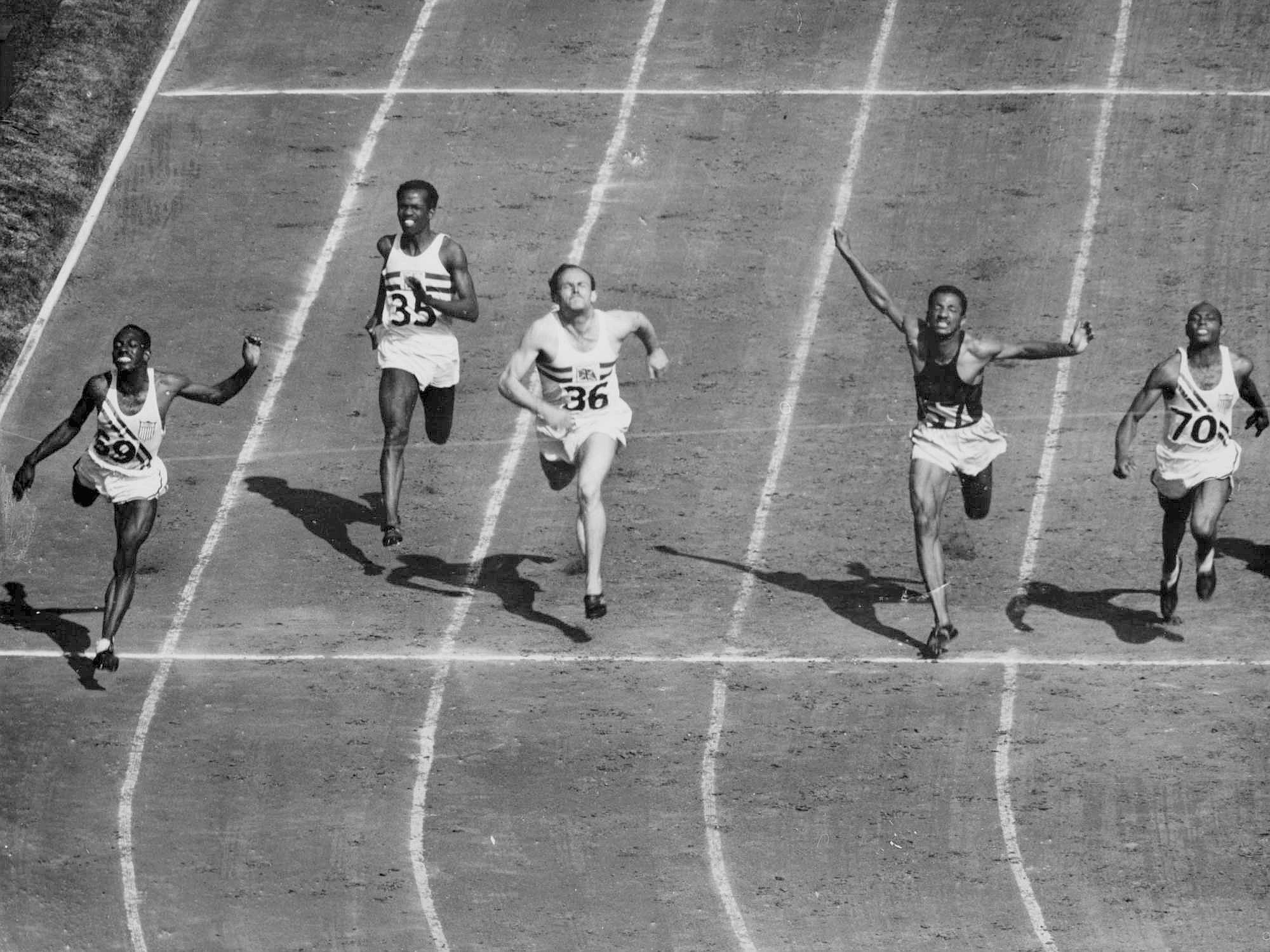
Zieleinlauf des Finales (v. l. n. r.): Harrison Dillard, McDonald Bailey, Alastair McCorquodale, Lloyd LaBeach, Barney Ewell, nicht im Bild: Mel Patton

Drei US-Amerikaner (Harrison Dillard, Barney Ewell und Melvin Patton) traten im Finale gegen zwei Briten (Emmanuel McDonald Bailey, Alastair McCorquodale) und Lloyd LaBeach aus Panama an. Patton, Ewell und LaBeach waren die Favoriten. Patton hatte einen schlechten Start und konnte ins Renngeschehen vorne nicht eingreifen. Im Ziel jubelte Ewell im Glauben, Olympiasieger zu sein. Er hatte nur auf seine vermeintlichen Hauptgegner Patton und LaBeach geachtet, die hinter ihm einkamen. Als er auf dem Zielfoto sah, dass Dillard vor ihm lag, war er sehr enttäuscht. Dieser Rennausgang war sehr überraschend, Harrison Dillard war eigentlich der in der Welt führende 110-Meter-Hürdenläufer, stieß bei den US-Olympiaausscheidungen in seiner Spezialdisziplin jedoch gegen eine Hürde und schied aus. Über 100 Meter konnte er sich dann zusammen mit Patton und Ewell für die Spiele von London qualifizieren.
Die Entscheidung über Platz drei wurde per Zielfoto zu Gunsten von LaBeach getroffen.
Die Zeitnehmer waren ihrer Aufgabe in diesem Rennen nicht gewachsen. Deshalb wurden wohl die Zeitangaben in vielen Veröffentlichungen einfach weggelassen.
Harrison Dillard gewann im elften olympischen Finale die achte Goldmedaille für die USA.

Lloyd LaBeach, der erste Sportler aus Panama, der an Olympischen Spielen teilnahm, war auch der erste Medaillengewinner seines Landes.

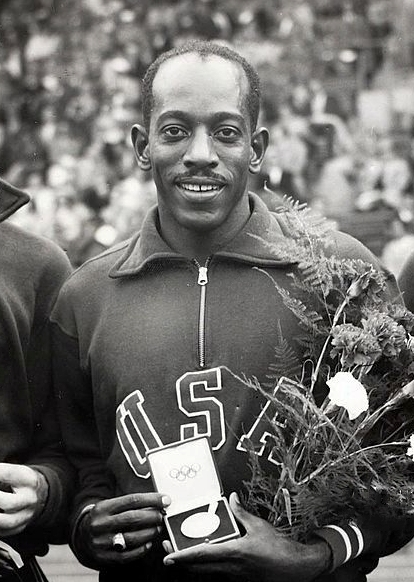
Olympiasieger Harrison Dillard
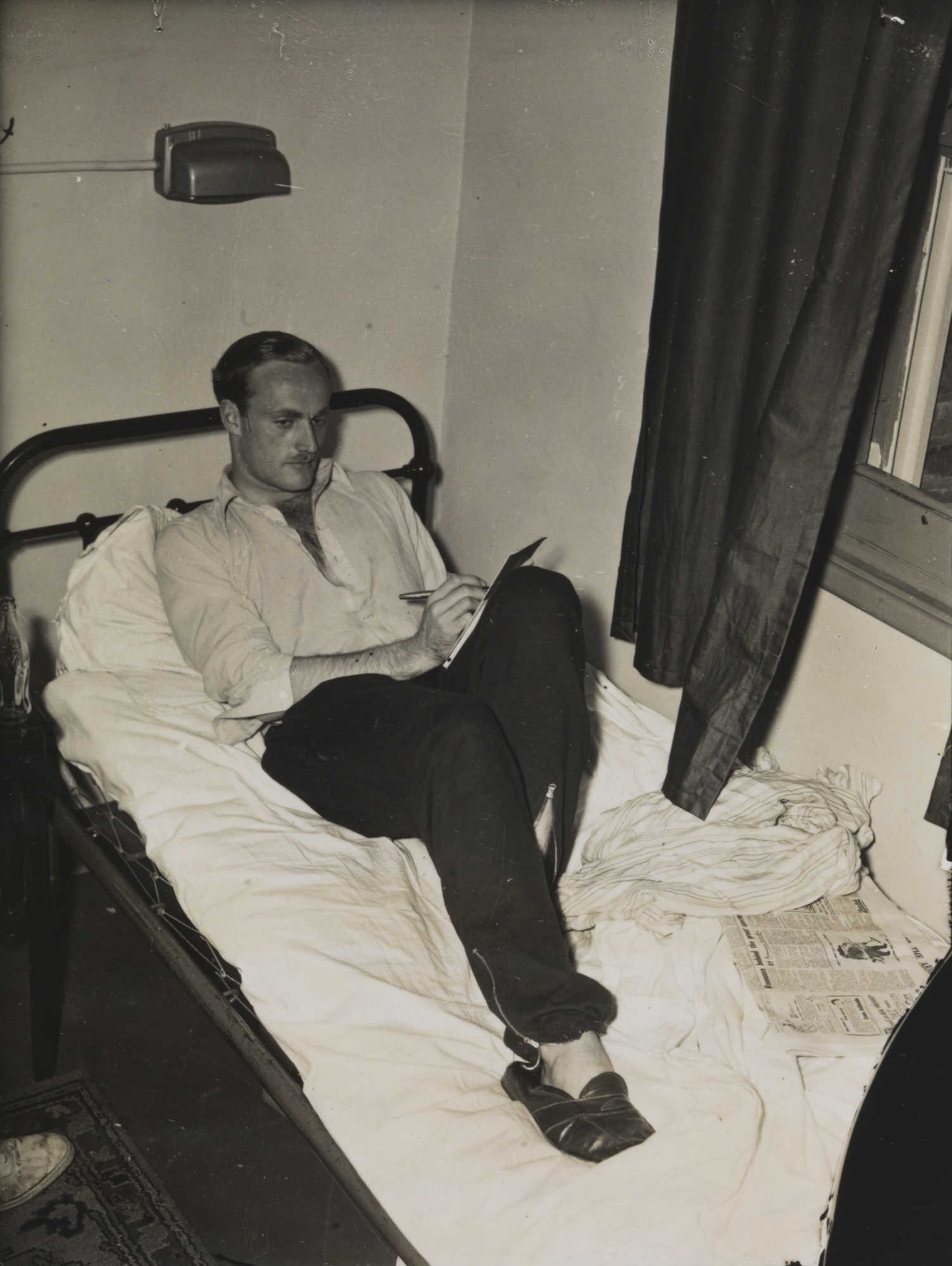
Alastair McCorquodaile (hier im olympischen Dorf) belegte im Finale Rang vier
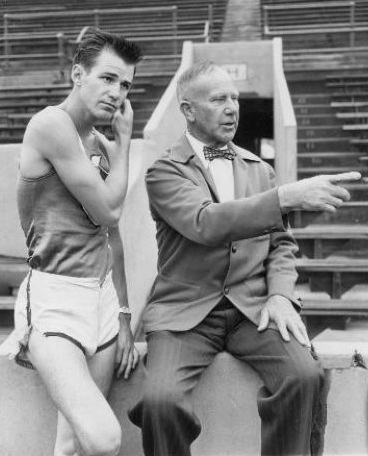
Mel Patton (hier mit seinem Trainer Dean Cromwell) kam auf den fünften Platz

## Videolinks
- Harrison Dillard Wins A 100m Photo-Finish | London 1948 Olympics, youtube.com, abgerufen am 22. Juli 2021
- 1948 London olympics 100m final, youtube.com, abgerufen am 22. Juli 2021
- The Olympic Games (1948) | BFI National Archive, Bereich 1:22 min bis 1:37 min, youtube.com, abgerufen am 22. Juli 2021